# Cloudy with a Chance of Meatballs (franquia)
A franquia Cloudy with a Chance of Meatballs é uma franquia de mídia produzida pela Sony Pictures Animation e vagamente baseada no livro de mesmo nome de Judi Barrett. Os filmes receberam críticas geralmente positivas da crítica. A série arrecadou US $517 milhões de bilheteria.

## Filmes

### Cloudy with a Chance of Meatballs (2009)
Flint Lockwood, o personagem principal, mora em Boca da Maré, um lugar escondido debaixo do "A" do Atlântico onde o alimento mais popular é a Sardinha. No inicio Flint, mostra sua primeira experiência na escola quando era criança, o sapato spray. Ele passa o spray em seu pé e quando vira um sapato, um outro aluno (Brent) ,pergunta como ele iria tirar o sapato, Flint não consegue retirar o sapato, ele estava grudado nos pés. "Nunca mais verei meus pés" ele diz. Em casa sua mãe vai consolá-lo dando-lhe um jaleco de cientista que a Mãe lhe ofereceria no aniversário, e diz-lhe para nunca desistir e que um dia ele seria um Grande Inventor. Mesmo após a morte de sua mãe ele inventa muitas invenções desastrosas, como o Tradutor de fala de macaco e pássaros.
O pai de Flint sempre tenta fazer com que o filho vá trabalhar na loja de Sardinhas com ele, quando Flint, ao lado de seu Macaco de estimação Steve, o macaco que fala graças ao Tradutor de fala de Macaco perceberam que a cidade precisava era de mais opções de comida. Quando ele inventou a FLDSMDFR (Flint Lockwood Diatônico Super Mutante Dinámico Fazedor de Rango, em português). Porém Flint precisava de mais energia, ele foi ao centro da cidade onde o prefeito estava para inaugurar o parque de diversões "Sardinholândia" onde uma repórter estava cobrindo tudo em rede nacional, para consumir a energia dos distribuidores. Flint estava ligando a máquina quando houve um acidente e a máquina saiu voando destruindo Sardinholândia e tomando rumo ao céu.

### Cloudy with a Chance of Meatballs 2 (2013)
O filme começa onde o anterior termina. A genialidade do jovem inventor Flint Lockwood está finalmente sendo reconhecida, quando toda a população é obrigada a deixar a cidade de Boca Grande. Flint então é convidado pelo seu ídolo Chester V (Will Forte) para se unir a Companhia Live Corp, onde os melhores inventores do mundo criam tecnologias para o aperfeiçoamento da humanidade. A amiga de Chester e uma de suas melhores invenções é Bárbara (Kristen Schaal), uma orangotango super desenvolvida com um cérebro humano, que também é manipuladora e gosta de usar batom.
O sonho de Flint sempre foi ser reconhecido como um grande inventor, mas tudo muda quando ele descobre que a sua mais infame invenção, que transforma água em comida, ainda está funcionando e agora está criando monstros mutantes feitos de comida, os comidanimais. Com o destino da humanidade em suas mãos, Flint, seu macaco falante Steve, sua namorada Sam, seu pai Tim e seus amigos Earl, Brent e Manny eventualmente devem embarcar na perigosa missão, combatendo chimpanzés misturados com camarões (camaranzés), aranhas de queijo com bacon (queijaranhas), crocodilos feitos de taco (tacodilos) e outras criaturas feitas de comida.
| Ocupação      | Filmes                         | Filmes                                                                                 |
| Ocupação      | Tá Chovendo Hambúrguer         | Tá Chovendo Hambúrguer 2                                                               |
| ------------- | ------------------------------ | -------------------------------------------------------------------------------------- |
| Diretor(es)   | Phil Lord e Christopher Miller | Kris Pearn e Cody Cameron                                                              |
| Produtor(es)  | Pam Marsden                    | Pam Marsden e Kirk Bodyfelt                                                            |
| Roteirista(s) | Phil Lord e Christopher Miller | Phil Lord. Erica Rivinoja, John Francis Daley, Jonathan Goldstein e Christopher Miller |
| Compositor    | Mark Mothersbaugh              | Mark Mothersbaugh                                                                      |
| Editor        | Robert Fisher Jr.              | Robert Fisher Jr.                                                                      |

## Séries de televisão

### Cloudy with a Chance of Meatballs (2017-18)
A série é uma prequela, com os anos de colégio de Flint Lockwood, o excêntrico jovem cientista do cinema. Em suas aventuras, ele será acompanhado por Sam Sparks, a garota repórter nova na cidade e a escola "wannabe" junto com o pai de Flint Tim, O macaco Steve, Manny como o chefe da escola de audiovisual do clube, Earl o professor ginasta da escola, Brent o desgaste do bebê modelo, e o Prefeito Shelbourne, que ganha cada eleição em que o pro-sardinha plataforma.